# Mike Carp
Christopher Michael Carp (Long Beach, 30 giugno 1986) è un ex giocatore di baseball statunitense.

## Carriera

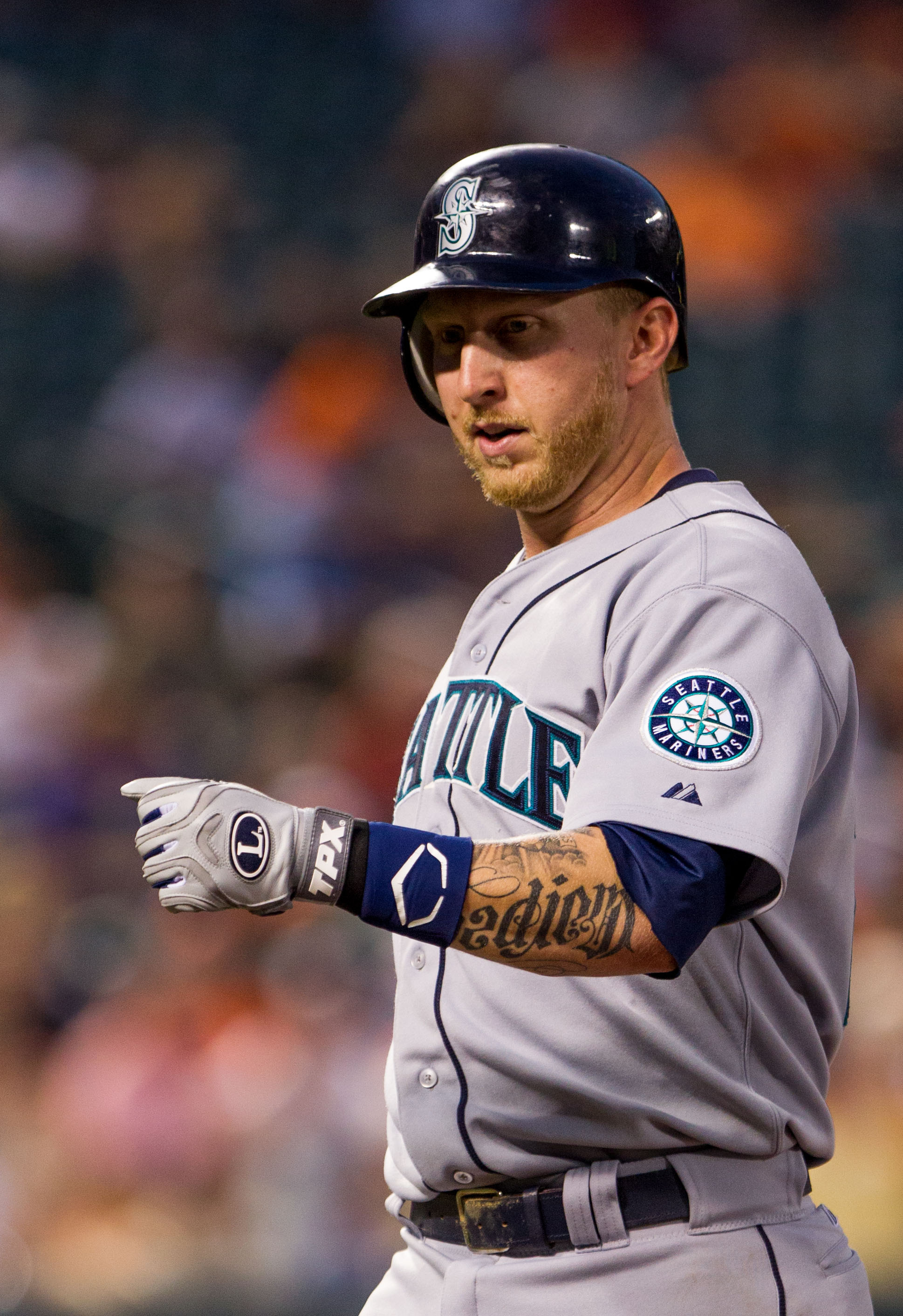
Carp con i Mariners nel 2012

Carp venne selezionato nel nono turno del draft MLB 2004 dai New York Mets. L'11 dicembre 2008 venne scambiato con i Seattle Mariners. Debuttò nella MLB il 17 giugno 2009, al Petco Park di San Diego contro i San Diego Padres.
Il 20 febbraio 2013 venne con i Boston Red Sox in cambio di una somma in denaro. Divenne campione delle World Series quell'anno, partecipando a sei partite nel post-stagione.
Il 3 agosto 2014 venne prelevato dai Texas Rangers e il 28 agosto giocò la sua ultima partita nella MLB. Successivamente militò in Minor League Baseball con i Washington Nationals dal 12 gennaio al 6 aprile 2015 (senza nessuna presenza registrata), con i Los Angeles Dodgers dal 7 maggio al 25 aprile al 7 maggio 2015 e con i Baltimore Orioles dal 7 marzo al 1 aprile 2016 (senza nessuna presenza registrata).

## Palmarès

### Club
- World Series: 1

Boston Red Sox: 2013

### Individuale
- Rookie del mese dell'American League: 1

(agosto 2011)